# ソルティ・ドッグ
ソルティ・ドッグ (英語: salty dog) とは、ウォッカベースのカクテルの1種。グレープフルーツのさっぱりした口当たりと、グラスの縁の食塩との組み合わせが絶妙であるとして人気が高い。

## 由来
「ソルティ・ドッグ」とは「甲板員」を意味するイギリスのスラングで、甲板員が甲板の上で汗だらけ塩だらけ、潮まみれになって働く様子から来ている。そのスラングの連想から塩を使う本カクテルは名付けられた。また、航海する船上で酒を飲んでいるときに、波しぶきがはねて海水が入ったことが始まりとする説もある。
原型は19世紀末にイギリスで考案されたドライ・ジン、ライムジュース、塩をシェークして作る「ソルティ・ドッグ・コリンズ」。
1940年代にイギリスでジン、グレープフルーツジュース、食塩をシェーカーに入れてシェイクし、カクテルグラスに注いで作るようになり、1960年代にアメリカ人がウォッカを使って食塩をスノースタイルにし、ステアで作るように改変したことで、世界的な人気カクテルとなった。
ジンを使い、塩を直接投入した当初のソルティ・ドッグは「クラシック・ソルティ・ドッグ」と呼ばれることもある。

## レシピの例
材料
- ウォッカ - 30ml - 45ml
- グレープフルーツ・ジュース - 適量
- 食塩 - 適量
- レモンの輪切り

作り方
1. オールド・ファッションド・グラスの縁をレモンで濡らして食塩をつけ、スノースタイルにする。
2. そのグラスに氷をいれ、ウォッカ、グレープフルーツ・ジュースをそそぎ、ステアして完成

### 備考
ノンスノー（グラスの縁に食塩をつけない）にするとカクテルの呼称が変わり、「テールレス・ドッグ」または「グレイハウンド」と言う。日本においては「ブルドッグ」とも呼ばれるが、「ブルドッグ」の名づけは鎌倉市のバー「MIKE'S BAR」オーナー榊原直哉だとされている。